# 铋
铋，是一種化學元素，其化學符號为Bi，原子序數为83，原子量為208.98040 u。铋是一種貧金屬，化學性質類似於同屬氮族的砷和锑。鉍可以在自然界中找到，它的硫化物和氧化物是重要的商業礦石。純鉍的密度是純鉛的86%。它剛產出時是銀白色的易脆金屬，但表面氧化後呈粉紅色。铋是天然的反磁性金属，也是金屬中熱導率最低的元素之一。
铋長久以來一直被認為是原子序最大的穩定元素，但是在2003年，科學家發現其唯一的穩定同位素鉍-209其實有極其微弱的放射性，會進行α衰變，半衰期超過宇宙年齡的十億倍。因為鉍的半衰期極長，其微乎其微的放射性不會對生物造成任何影響（甚至比人體的放射性低得多），僅是物理模型預言有放射性才被發現，所以在几乎所有应用方面中，它还是可以基本視為穩定元素。
铋金属自古以来就被人们所知。在现代分析方法出现之前，由于铋与铅和锡在冶金过程中的特性相似，因此常常导致铋与这两种金属相混淆。铋化合物的产量约占全球铋产量的一半，该化合物被广泛应用于化妆品、颜料以及一些药品中，尤其是用于治疗腹泻和胃灼熱的次水杨酸铋。铋在固化的过程中会产生不同寻常的膨胀，这一特性使其在某些应用中得到利用，例如铸造铅字。铋作为纯金属时的毒性远低于许多其他重金属（利用这一特性，某些铋化合物甚至可以作为药物来治疗胃酸过多！相比之下，同族的锑毒性就大多了）。随着铅的毒性和其的环境治理成本在20世纪逐渐显现，铋合金作为铅的替代品得到了广泛应用。目前，全球大约三分之一生产出来的铋用于替代铅曾经满足的需求。

## 歷史
古時候人們就已經知道鉍金屬的存在。它是最早發現的十種金屬之一，但其英文名稱Bismuth詞源不詳。它可能起於德語Bismuth、Wismut、Wissmuth（16世紀初）；它們可能與古高地德語hwiz（“白色”）有關。新拉丁語bisemutium （由格奧爾格·阿格里科拉創造；他當時將許多德語的採礦和技術詞彙轉為拉丁詞語）源自德語Wistuth，可能來自weiße Masse（“白色的物質”）。
因為铋的性質與錫和鉛相似，所以早期人們常常把這三個元素搞混。由於鉍很早發現，沒有人能確定它最先是被誰發現的。格奧爾格·阿格里科拉（1546年）指出，鉍屬於一類獨特的金屬，這一類也包括錫和鉛。煉金術時代的礦工也將鉍命名為Tectum argenti（“正在製造的銀”）。
印加人也知道鉍的存在，將其和銅、錫一起混合，製造一種特殊的青銅，用來鑄刀。
從1738年的約翰·海因里希·波特、卡爾·威廉·舍勒和托爾貝恩·貝里曼開始，鉛和鉍漸漸得以區分。1753年，克勞德·弗朗索瓦·若弗魯瓦證明這種金屬不同於鉛和錫。

## 性质

### 物理性质

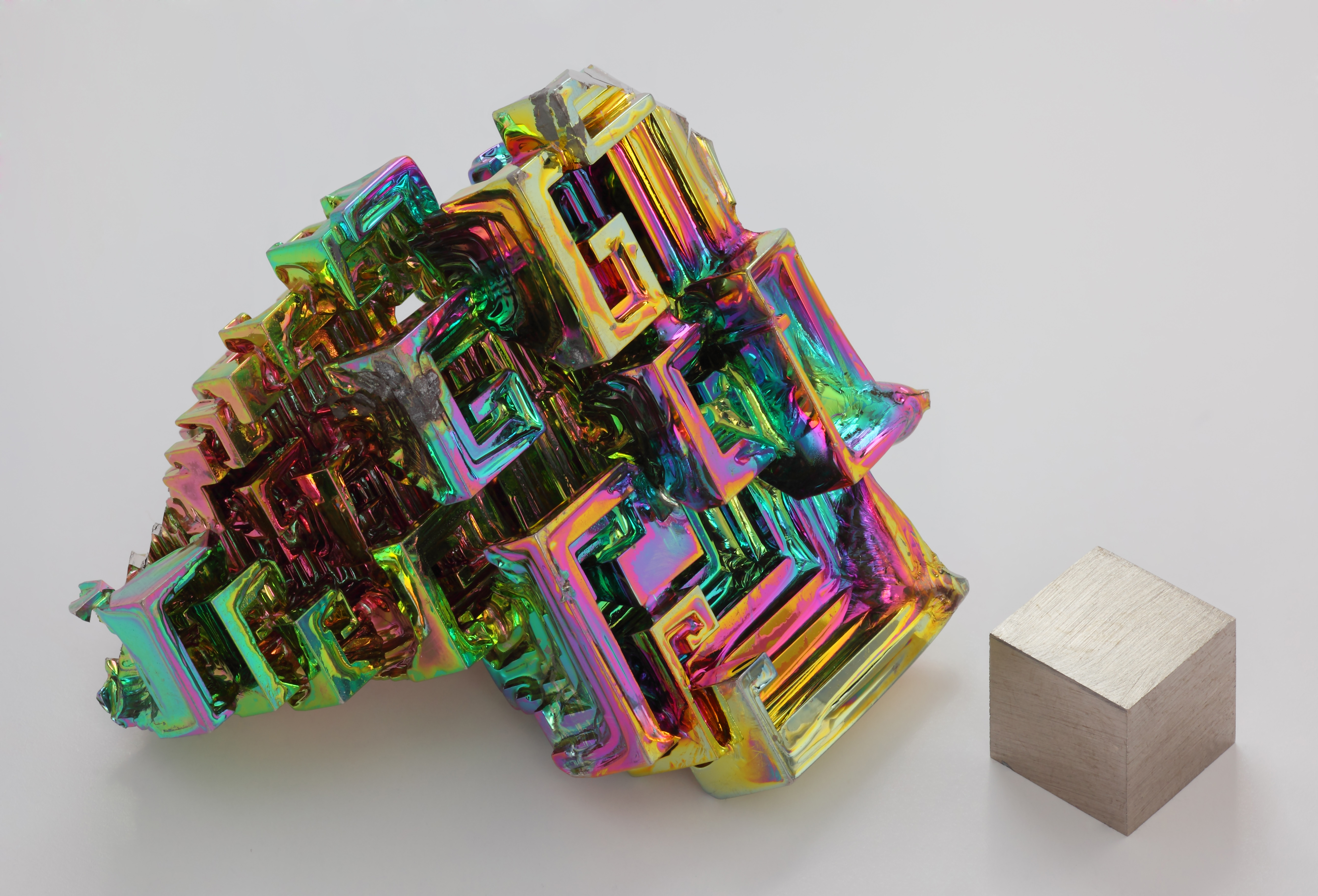
左边是有阶梯状结构的彩虹色铋晶体，右边是未被氧化的1 cm^{3}金属铋立方体

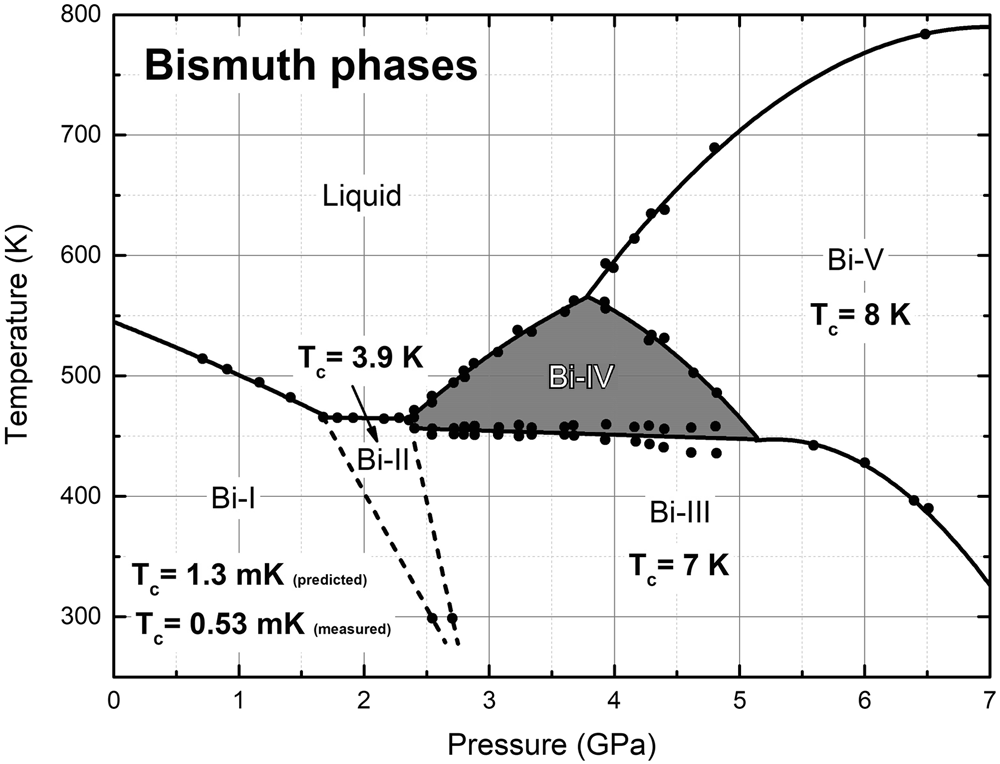
图为铋的相图，T_{c}是铋的超导转变温度

铋是深银色，略带粉红色的脆性金属，表面通常覆盖着彩虹色的氧化层。铋晶体的螺旋阶梯状结构源自晶体生长过程中各个地方不同的生长速度。表面氧化层不同的厚度会导致薄膜干涉，造就了铋晶体的彩色。铋在氧气中燃烧时会产生蓝色火焰和黄色的氧化铋蒸汽。铋的毒性比元素周期表旁边的铅、锑低。
在金属之中，铋的抗磁性最强、热导率几乎最低（仅次于镎、钚、锰）、霍尔系数最高。它的电阻高。铋在液态时的密度比固态时大，具有类似性质的物质还有锗、硅、镓、水。
高纯铋可以形成独特的彩虹色晶体。因为铋相对无毒、熔点也只有271 °C，所以使用家用炉灶就足以制造铋晶体。在标准情况下，铋有着与砷、锑相同的层状晶体结构，呈三方晶系，皮尔逊符号hR6，空间群R3m（No. 166）。常压下的Bi-I结构在2.55 GPa下会变成单斜晶系的Bi-II，在2.7 GPa下变成四方晶系的Bi-III，最终在7.7 GPa下变成体心立方晶系的Bi-V。这些晶体结构变化可通过电导率的变化监测。这些变化可重复且突然，因此用于高压设备的校准。

### 化学性质

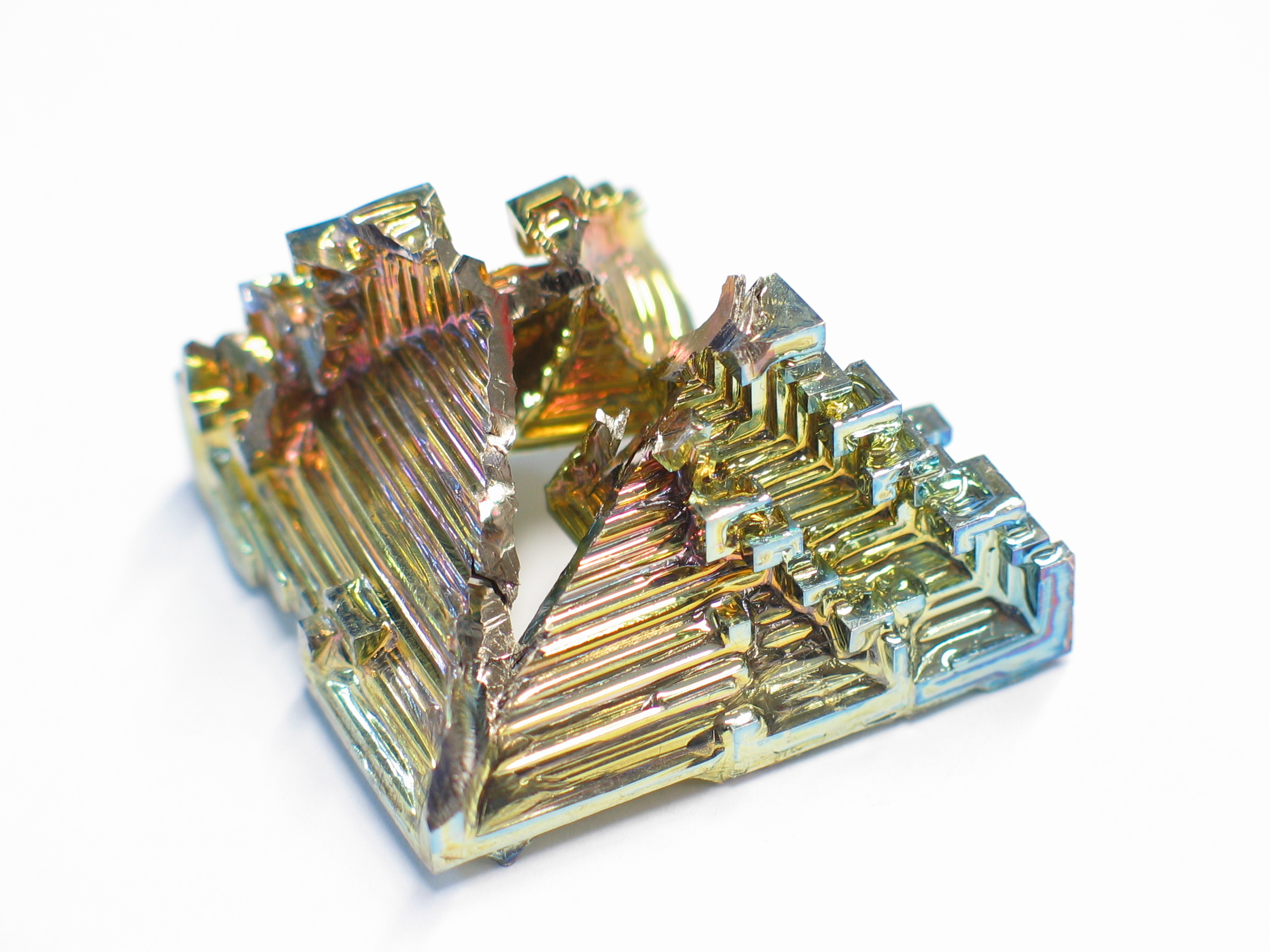
鉍晶體

铋的化学性质和砷、锑相似。常温的铋不会与空气的水及氧反应，但炽热的铋会与水反应生成氧化铋：
2 Bi + 3 H2O → Bi2O3 + 3 H2
加热至熔点时，铋的表面逐渐生成灰黑色的氧化物。金属铋可以在一定条件下和卤素直接反应，生成三卤化铋，但是铋在500 °C下会与氟反应生成五氟化铋。三卤化物具腐蚀性，容易与水分反应，生成化学式为BiOX的卤氧化物。
4 Bi + 6 X2 → 4 BiX3 (X = F, Cl, Br, I)
4 BiX3 + 2 O2 → 4 BiOX + 4 X2
在高温下，金属铋能与很多非金属和金属反应，生成三价铋的化合物。铋的还原电势为正值，即在电动序中位于氢后，所以铋不会与非氧化性酸反应。铋能溶于热的浓硫酸中，生成硫酸铋和二氧化硫（1）；也可以与硝酸反应，生成硝酸铋（2）。与砷、锑不同，铋有生成含氧酸盐的明显趋势，如硫酸铋、硝酸铋、砷酸铋等。铋不和碱反应。
(1) 6 H2SO4 + 2 Bi → 6 H2O + Bi2(SO4)3 + 3 SO2
(2) Bi + 6 HNO3 → 3 H2O + 3 NO2 + Bi(NO3)3
铋也可以在氧的存在下溶于盐酸：
4 Bi + 3 O2 + 12 HCl → 4 BiCl3 + 6 H2O
需要指出的是，铋与氧化剂反应时通常只生成三价铋而不是五价铋。五价铋远不如五价砷以及五价锑稳定。这不仅是因为铋的第IV电离能和第V电离能之和（9.776mJ·mol-1），而且还因为6s2的一个电子激发到6d空轨道需要很大的能量，所以用低氧化态的铋生成五价铋化合物很困难。
此外，铋还能形成原子簇化合物。

### 同位素
铋唯一的天然同位素是铋-209，自从得到发现以来被认为是最重的稳定同位素。它是錼衰變鏈的最終產物。然而，科學家长期以来一直怀疑它在理論上是不稳定的。2003年，法国奧賽天體物理研究所的研究人員證實铋-209具有極其微弱的放射性，會發生α衰变形成鉈-205，測得的半衰期为1.9×1019 年 ，此后纠正半衰期为2.01×1019 年，相当于目前估計的宇宙年龄的十几亿倍。由于其具有極长的半衰期，極微的放射性對人體不會造成任何影響，甚至比人體本身的放射性低得多，因此在所有目前已知的医疗和工业应用中，铋可以当作稳定的非放射性元素；由於過於穩定，本來人們對其放射性一無所知，而对其放射性的研究纯粹是基於学术兴趣，因为铋-209是少數幾個在理论上被預測有放射性，之後才真的從实验室中被檢測出的核素之一。铋-209具有已知最长的α衰变半衰期，不過仍短於碲-128發生雙β衰變的半衰期，長達2.2×1024 年。
幾個半衰期較短的鉍同位素存在於自然界的鈾衰變鏈、錒衰變鏈和釷衰變鏈中，其中鉍-213也存在於錼-237和鈾-233的衰變鏈中。此外，還有更多的同位素通過實驗合成出来。
在商业中，可以在直线加速器中利用軔致輻射光子轰击鐳，來生產放射性同位素铋-213。1997年開始，一種與铋-213結合的抗體複合體可以用来治療白血病患者。铋-213的半衰期為45分鐘，在體內會隨著α粒子的發射而衰減。铋-213也试过用在癌症的放射治療，例如ɑ粒子標靶治療（TAT）中。

## 化合物
鉍可以形成三價和五價化合物，其中三價化合物較為常見。铋的許多化學性質類似於砷和銻，儘管铋化合物的毒性比这两个元素的化合物的低。

### 氧化物和硫化物
在高溫下，金屬鉍的蒸氣会與氧迅速結合，形成黃色的Bi
2O
3。熔融時，在710 °C以上的溫度中，這種氧化物會腐蝕任何金屬氧化物，甚至是鉑。與鹼反應時，它會形成兩種含氧離子系列：BiO−
2 (为聚合物，会形成線性鏈）和BiO3−
3。Li
3BiO
3中的負離子Bi
8O24−
24是立方形的八聚體陰離子，而Na
3BiO
3中的負離子則是四聚體。
深紅色的鉍(V)氧化物Bi
2O
5不穩定，加熱時會釋放出O
2。
NaBiO3是一種強氧化劑。
硫化鉍(III)Bi
2S
3存在於天然的鉍礦石中。它由熔融的鉍和硫結合產生而来。

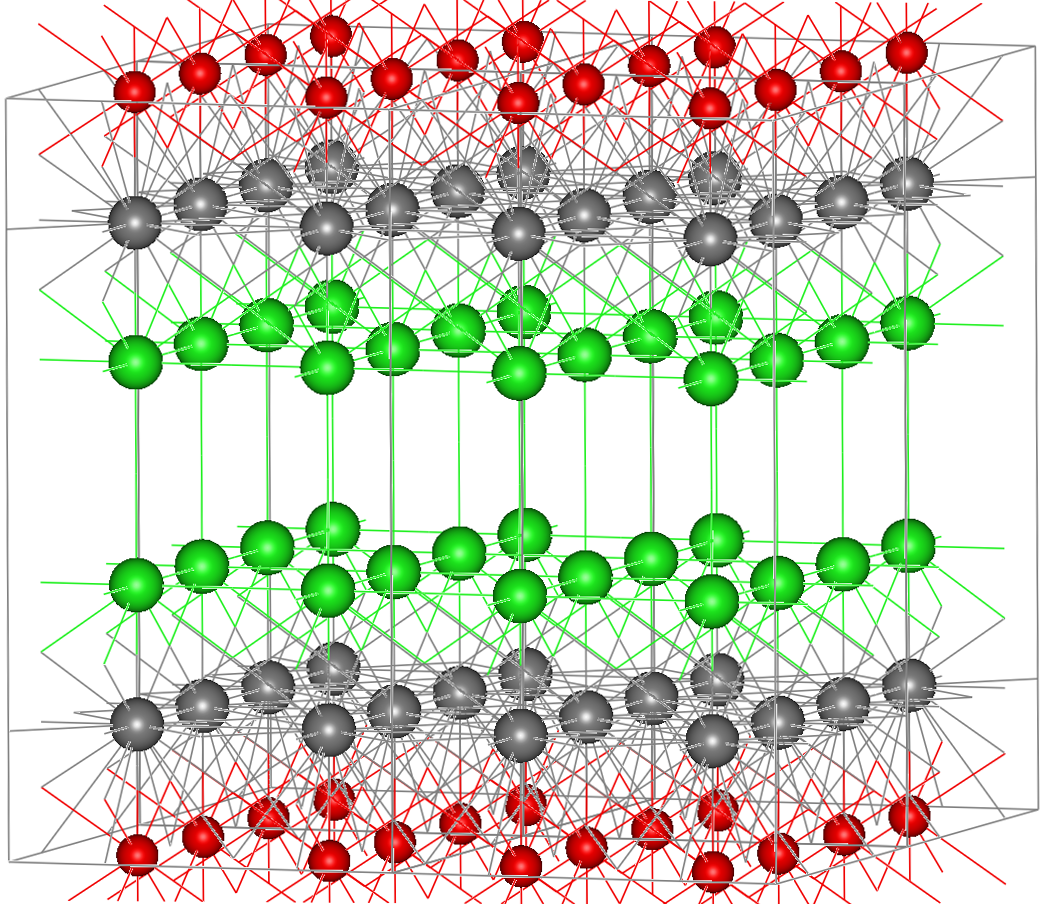
氯氧化鉍（BiOCl）的結構（礦物氯鉍礦）。灰色：鉍；红色：氧；绿色：氯

在化學計量上，氯氧化鉍（BiOCl，右圖）和硝酸氧鉍（BiONO3）以鉍酰离子（BiO+）的簡單陰離子鹽的形式出現。铋酰离子通常在含水鉍化合物中出現。然而，在BiOCl的情況下，鹽晶體以Bi、O和Cl原子的交替板的結構形成，其中每個氧在相鄰平面中與四個鉍原子配位。這種礦物化合物被用作顏料和化妝品（見下文）。

### 氫化鉍(III)和鉍化物
與較輕的氮族元素氮、磷和砷不同，但與銻相似，鉍不能形成穩定的氫化物。氫化鉍 (BiH
3)是在室溫下自發分解的吸熱化合物。它僅在-60°C以下穩定。鉍化物是鉍與其他金屬之間的金屬間化合物。
在2014年，研究人員發現，鉍鈉可以以一種稱為“三維拓撲狄拉克半金屬”(3DTDS)的形式存在，該物質散裝具有3D狄拉克費米子。它是石墨烯的天然三維對應物，具有相似的電子移動率和漂移速度。石墨烯和拓撲絕緣體(例如3DTDS中的絕緣體)都是晶體材料，它們在內部是與電絕緣的, 但在表面上是可以導電的，從而可使用在電晶體和其他電子設備上。儘管鉍鈉(Na
3Bi)太不穩定,以至於無法在沒有包裝的設備中使用, 但它仍可以展示出3DTDS系統的潛在應用，且在半導體和自旋電子學的應用中, 它與平面石墨烯相比, 具有明顯的效率和製造優勢。

### 鹵化物
低氧化態的鉍鹵化物已被證明具有不同尋常的結構。最初被認為是氯化鉍(I)（BiCl），結果是由Bi5+
9陽離子和BiCl2−
5、Bi
2Cl2−
8陰離子組合成的複合化合物。
Bi5+
9陽離子具有扭曲的三鍵三角柱狀分子幾何形狀, 也存在於Bi
10Hf
3Cl
18之中，Bi
10Hf
3Cl
18是通過將四氯化鉿和氯化鉍與元素鉍的混合物還原而製成的，具有[Bi+
]、[Bi5+
9]、[HfCl2−
6]
3的結構。:50其他多原子鉍陽離子也已經被知悉，例如：在Bi
8(AlCl
4)
2中被發現的Bi2+
8。 鉍也能形成具有與“BiCl”相同結構的低價溴化物。另外，還有一個真正的單一碘化物BiI，它包含Bi
4I
4單元鏈。BiI可加熱分解為BiI
3和元素鉍。此外，也存在有相同結構的一溴化物。
在氧化態為+3時，鉍與所有的鹵素（即BiF
3、BiCl
3、BiBr
3、BiI
3 ）都會形成三鹵化物。這些鹵素除了BiF
3之外，都會被水水解。
氯化鉍與氯化氫在乙醚溶液中會反應生成酸HBiCl
4。
鉍很少出現+5的氧化態。其中一種這樣的化合物便是BiF
5，一種強效的氧化劑和氟化劑。它也是強氟化物的受體，会與四氟化氙反應形成XeF+
3陽離子：
BiF
5 + XeF
4 → XeF+
3BiF−
6

### 含水化合物
在水溶液中，Bi3+
離子在強酸的條件下會被溶劑化，形成水離子Bi(H
2O)3+
8。 在pH> 0的條件下，則會存在多核物質，其中最重要的是八面體複合物[Bi
6O
4(OH)
4]6+
。

## 產地和生產

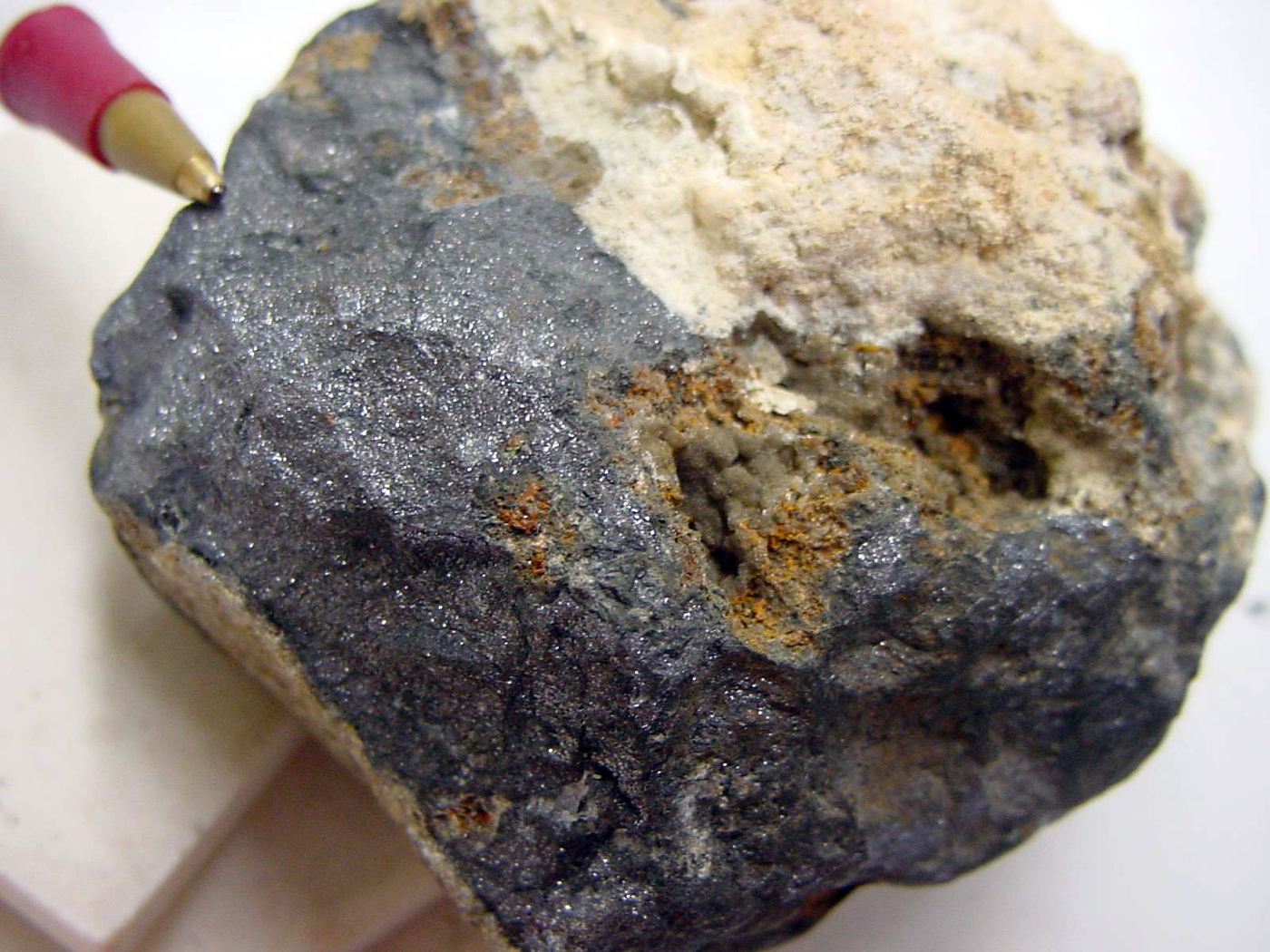
砷鉍礦

在地殼中，鉍的含量大約是金的兩倍。鉍最重要的是礦石是砷鉍礦和輝鉍礦。天然鉍礦的產地主要來自澳洲、玻利維亞和中國。
根據美國地質調查局的研究，2016年全球的鉍採礦產量為10,200公噸，主要產自中國（7,400噸）、越南（2,000噸）、墨西哥（700噸） 。2016年的全球精煉廠產量則為17,100噸，其中中國生產11,000噸、墨西哥539噸、日本428噸 ；這個數量上的差異顯示出，鉍的地位是作為提取其他金屬（例如：鉛、銅、鋅、錫、鉬、鎢等）的副產品。精煉廠生產的全球鉍產量的統計數據是較為完整與可靠的。
鉍存在於粗鉛锭中（含鉍量高達10％），經過數個精煉的階段，直到透過白特頓-克洛耳法的程序將之分離出來例如爐渣等的雜質，或是以貝滋電解法將之提煉出來。鉍與另一種主要金屬銅的作用相似。生鉍礦經過上述兩種處理程序後，仍存有相當多的其他金屬，其中最主要的是鉛。藉由熔融混合物與氯氣反應，其他金屬可以轉化為氯化物，而鉍則仍保持不變。雜質也可以透過各種其他方法去除，例如：使用助熔劑等處理方法，來製成高純度的鉍金屬（純度超過99％）。

### 金属冶炼
在工业上主要通过氧化铋的氧化还原反应冶炼铋，反应方程式为：
Bi2O3 + 3C → 2Bi + 3CO↑ 
Bi2O3 + 3CO → 2Bi + 3CO2
所产生的一氧化碳还可能把杂质金属的氧化物还原：
PbO + CO → Pb + CO2
这些杂质溶于金属铋中，形成粗铋。如果铋矿中还含有铜，则通常加入黄铁矿来回收铜：
2 Cu + FeS2 → Cu2S + FeS
可以往硫化铋矿中加入铁屑来冶炼铋，反应方程式为：
Bi2S3 + 3 Fe → 2 Bi + 3 FeS
同样，有部分杂质熔入金属铋，形成粗铋。
氧化铋和硫化铋的混合矿则可以通过混合熔炼法来冶炼金属铋，冶炼过程使用氧化铋和硫化铋之间的氧化还原反应：
Bi2S3 + 2 Bi2O3 → 6 Bi + 3 SO2↑
湿法冶炼铋常用氯化铁-盐酸法和铁粉置换法。氯化铁-盐酸法是将硫化铋矿溶解在三氯化铁和盐酸（HCl）的混合溶液中：
Bi2S3 + 6 FeCl3 → 2 BiCl3 + 6 FeCl2 + 3 S
其中，FeCl3还能溶解铋矿中的天然铋：
3 FeCl3 + Bi → BiCl3 + 3 FeCl2
矿中如果有氧化铋则直接被盐酸溶解：
Bi2O3 + 6 HCl → 2 BiCl3 + 3 H2O
盐酸有另一个作用，是防止所生成的BiCl3水解成不溶的BiOCl沉淀。铁粉则是把生成的氯化铋中的铋置换出来：
3 Fe + 2 BiCl3 → 2 Bi + 3 FeCl2
这时沉淀出来的铋是海绵状的。海绵状的铋直接在空气中加热会氧化，因此工业上通常在熔融的氢氧化钠中将铋熔化，这样既可以防止铋的氧化，又可以让形成的液态铋下沉易于聚集。铋中的氧化物及杂质能被氢氧化钠溶解。

### 價格

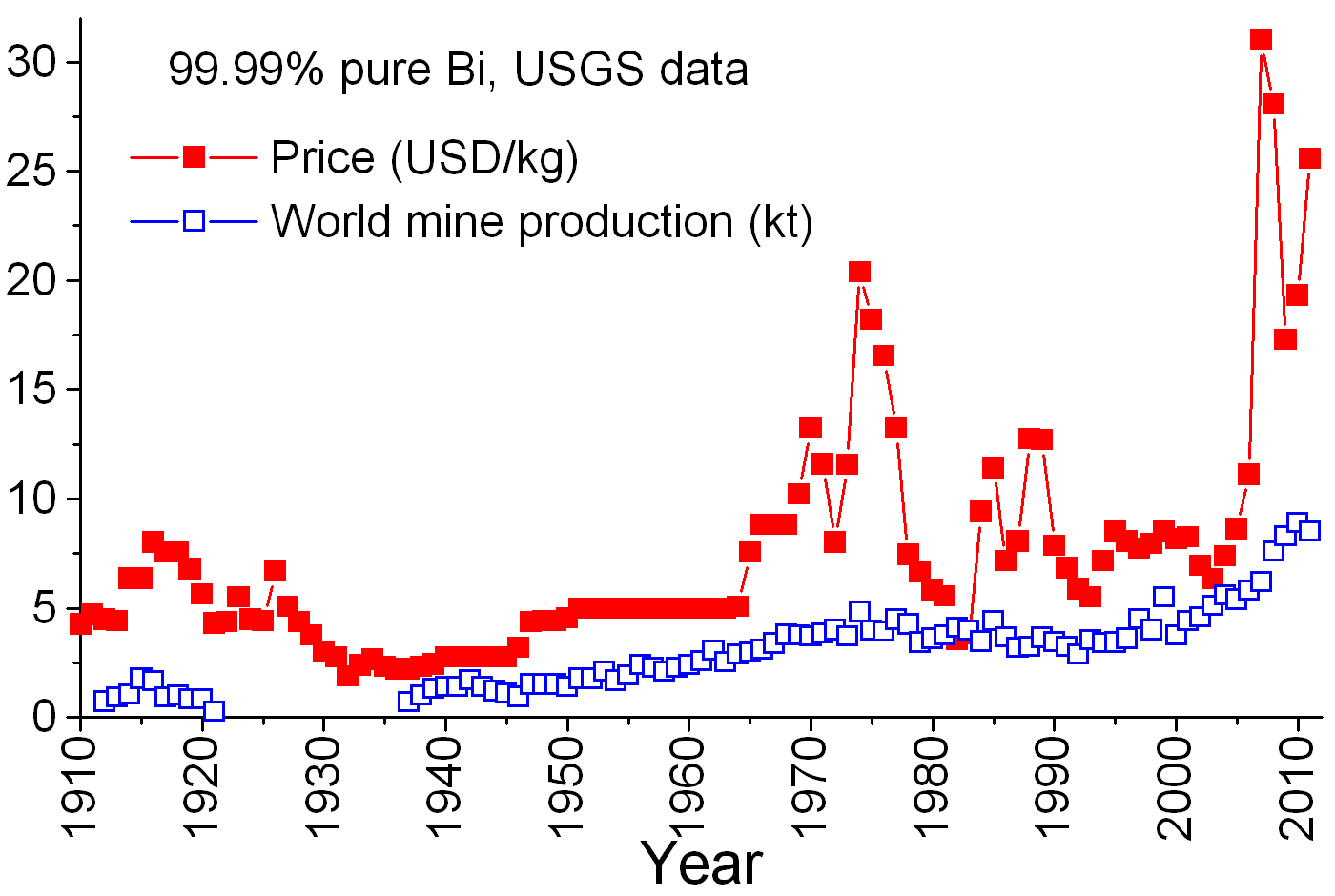
World mine production and annual averages of bismuth price (New York, not adjusted for inflation).

鉍金屬全球產量和年平均價格除了1970年代的飆升之外，在20世紀的大部分時間裡，純鉍金屬的價格一直相對地穩定。鉍一直以來主要是作為提煉鉛的副產品而生產的，因此價格通常反映出生產、需求和回收成本之間的平衡。
在第二次世界大戰之前，對鉍的需求很小，而且主要是用在醫藥上，鉍化合物被用來治療消化系統的疾病、性傳播疾病和燒傷等。少數鉍金屬則是用在消防噴水系統和保險絲的易熔合金。在第二次世界大戰期間，鉍被認為是一種戰略性材料，用於焊料、易熔合金、藥物和原子研究。為了穩定市場，生產商在戰爭期間將價格定為每磅1.25美元（每公斤2.75美元），從1950年到1964年的價格則定為每磅2.25美元（每公斤4.96美元）。
1970年代初期，由於作為鋁、鐵和鋼的冶金添加劑，鉍的需求量逐漸增加，因此價格迅速上漲。隨後由於全球產量增加、消耗量穩定，以及1980年、1981年至1982年的經濟衰退，其價格下降。到了1984年，隨著全球消費量的增加，價格又開始攀升，特別是在美國和日本。在1990年代初期，開始對鉍進行評估研究，因為鉍可以作為鉛的無毒替代品，例如可用於：陶瓷釉料、魚墜、食品加工設備、管線應用的車床加工黃銅、潤滑油脂和水禽狩獵。儘管得到了美國聯邦政府的鉛替代政策支持，在1990年代中期，在這些領域中鉍的使用率依然增長緩慢，直到2005年左右，增長有所加劇，導致價格迅速且持續地上漲。

### 回收
大多數鉍是作為提取其他金屬的副產品而生產的，包括鉛，鎢和銅的冶煉，該材料的可持續性取決於廢料回收業的投入。
曾有人認為，鉍可以從電子設備的焊接接頭中完整的回收，可是隨著最近電子設備中焊料應用的效率增加，因此焊料的用量明顯減少，故而難以回收。要從含銀焊料中回收銀仍具有經濟效益，但回收鉍的經濟效益則少了許多。
因此，未來可行的回收方式，主要是回收鉍含量較大的催化劑，例如磷鉬酸鉍、用於鍍鋅的鉍，以及作為快削加工的冶金添加劑。
鉍最廣泛使用的用途包括胃藥（次水楊酸鉍）、油漆塗料（釩酸鉍）、珠光化妝品（氯氧化鉍）和含鉍子彈，但從這些用途回收鉍是不切實際的。

## 應用
目前在鉍的產量中，其化合物態就佔了一半。鉍在商業上的應用不多，且需要使用的量通常相對於其他原材料較少。在美國，2016年消耗了733噸鉍，其中70%用於化學品（包括藥品、顏料和化妝品），11％用於鉍合金。
一些製造商使用鉍作為閥門等飲用水系統設備的替代品，以滿足美國的“無鉛”要求（始於2014年）。這是一個相當廣泛的應用，因為它涵蓋了所有住宅和商業建築。
在1990年代初期，研究人員開始評估將鉍作為鉛的無毒替代品的可行性。

### 藥理學
鉍是一些藥物的成分，但其中部分藥物的用量逐漸下降。
- 次水楊酸鉍（Bismuth Subsalicylate）作為止瀉劑。例如"粉紅鉍"製劑中Pepto-Bismol（英语：Pepto-Bismol）的活性成分，以及2004年Kaopectate（英语：Kaopectate）的重新配製版本。它還用於治療一些胃腸疾病[64]及鎘中毒。儘管在某些情況可能涉及微動力作用（英语：Oligodynamic_effect）（小劑量重金屬離子對微生物的毒性作用），但是仍不清楚完整的作用機理。 該化合物水解產生的水楊酸對於會產生毒素的大腸桿菌（旅行者腹瀉中的重要病原體[65]）具有抗菌作用。
- 次水楊酸鉍和次檸檬酸鉍（英语：Bismuth_subcitrate）（Bismuth Subcitrate）的組合可用於治療細菌引起的胃潰瘍。
- 鉍溴酚（Bibrocathol）是一種含鉍的有機化合物，可用於治療眼部感染。
- 次沒食子酸鉍（Bismuth Subgallate） — Devrom裡的活性成分，作為除臭劑以治療胃脹氣和糞便中的惡臭。
- 一些鉍化合物（包括酒石酸鉍鈉）以前被用於治療梅毒[66][67]。
- 鉍乳（氫氧化鉍和次碳酸鉍的懸浮液）在20世紀初被作為助消化藥物銷售。
- 次硝酸鉍（Bismuth subnitrate）和次碳酸鉍（Bismuth subcarbonate）也被用於醫學中。

### 化妝品和顏料
氯氧化铋（BiOCl）有時用於化妝品中，作為眼影，髮膠和指甲油中的顏料。這種化合物是一種礦物質雙晶石，並且以晶體形式包含原子層，其以光為基礎折射光，產生類似於珍珠母珍珠層的虹彩外觀。它曾在古埃及等其他地方作為化妝品。鉍白(又稱西班牙白)，是一種白色顏料，它包括氧氯化鉍或硝酸氧鉍。釩酸鉍是一種具有光穩定性的非反應性塗料，通常作為毒性較強的硫化鎘黃和橙黃色顏料的替代品。這使得它常用在檸檬黃色顏料，而且和原本的含鎘顏料在視覺上無法區分。

### 金屬和合金
鉍和鐵等金屬可製造合金，用於自動噴水滅火系統。它也被用來製造青銅時代使用的鉍青銅。

#### 鉛的代替品
鉍在重金屬中毒性比較低，隨著人們越來越重視鉛的毒性，鉍合金（大約是鉍產量的三分之一）越來越常作為鉛的替代品。因為鉛（11.32克/立方公分）和鉍（9.78克/立方公分）之間的密度差異小，在子弹和配重等方面，鉍可以代替鉛。例如，它可以取代鉛製造鉛墜。現已替代鉛彈作為鎮暴霰彈槍中的彈藥。荷蘭，丹麥，英國，威爾斯，美國和許多其他國家現在禁止使用鉛彈來捕獵濕地的鳥類，因為許多鳥類以為鉛彈可幫助消化而誤食，導致鉛中毒。而荷蘭甚至禁止在所有狩獵行為中使用鉛彈。鉍錫合金子彈是一種替代方案，其性能與鉛彈相似。（另一種較便宜但性能較差的替代品是“鋼”彈）然而，鉍由於缺乏可塑性而不適合用作為狩獵子彈。
鉍是一種高原子量的緻密元素，浸漬鉍的乳膠護罩用於阻擋醫學檢查（如電腦斷層掃描）中的X射線，一般認為它是無毒的。
危害性物質限制指令（RoHS）減少了鉛的使用，並擴大鉍在電子產品中作為低熔點焊料的成分，作為傳統錫鉛焊料的替代品。它的低毒性使它可作為食品加工設備和銅水管的焊料，而在歐盟，它也被應用於汽車工業。
鉍已被評估為用於管道應用的易切削黃銅中的鉛的替代品，雖然它和含鉛鋼的性能不同。

#### 其他金屬用途和特殊合金
大部分的鉍合金熔點很低，可用於特殊用途如焊料。火災探測和撲滅系統中的許多自動灑水器、熔斷器和安全裝置常見到易熔的In19.1-Cd5.3-Pb22.6-Sn8.3-Bi44.7合金，熔點為47°C(117°F)。這是一個方便的溫度，因為在正常的生活條件下不太可能超過該溫度。會在70°C熔化的Bi-Cd-Pb-Sn合金，可用於汽車和航空工業。在薄壁金屬零件變形之前，先填充熔融液或覆蓋一層薄薄的合金以減少斷裂的機會，然後將零件浸入沸水中以除去合金。因為鉍在凝固的時候會異常膨脹，所以適合用於某些地方，例如印刷鑄件。
鉍用於製造易切削钢和易切削鋁合金，以實現精密加工性能。因為鉛的凝固收縮和鉍的膨脹幅度差不多，因此鉛和鉍的含量通常一樣。含相同比例的鉍鉛合金在熔化、凝固時變化不明顯。這樣的合金可用於高精度鑄造中，例如在牙科領域可以創建模型和模型。鉍還用作鍛鑄鐵的合金劑和熱電偶材料。
鉍還會用在鋁矽合金中，用來改善矽的型態。一些鉍合金（例如Bi35-Pb37-Sn25）會與不粘材料（雲母、玻璃、搪瓷）結合使用。因為它們很容易潤濕，從而可以與其他零件接合。在銫中添加鉍可以提高銫陰極的產率。鉍粉和錳粉在300°C的溫度下燒結會產生永久磁鐵和磁致伸縮材料，可於10–100 kHz範圍內的超聲波發生器和接收器以及磁存儲設備中工作。

#### 鉍化合物的其他用途
- 鉍包含在鉍鍶鈣氧化銅(BSCCO)中，鉍鍶鈣氧化銅是1988年發現的一群類似超導化合物，具有最高超導轉變溫度。
- 次硝酸鉍是製造虹彩釉料的一種成分，用作油漆中的顏料。
- 碲化鉍是一種半導體和優良的熱電材料。碲化鉍二極管用於移動式冰箱，CPU冷卻器和紅外光分光光度計中的探測器。
- 氧化鉍的δ形式是氧的固體電解質。這種形式通常在高溫閾值以下分解，但在強鹼性溶液中可在遠低於該閾值的溫度下電鍍。
- 鍺酸鉍是一種閃爍體，廣泛用於X射線和伽馬射線探測器。
- 釩酸鉍是一種不透明的黃色顏料，被一些藝術家作為畫油畫的染料，亦被水彩顏料公司使用，主要用作替代毒性較大的硫化鎘當作黃色染料，最常被製作為檸檬色的顏料。它在抗紫外線降解性，不透明度，著色力和不易與其他顏料反應等方面與鎘顏料相同。除了作為幾種鎘黃的替代品外，它還可作為以往用鋅、鉛和鍶製成的鉻酸鹽顏料的無毒替代品。如果將釩酸鉍添加入綠色顏料及硫酸鋇（增加透明度），它也可以作為鉻酸鋇的替代品，甚至比其他的更綠。而與鉻酸鉛相比，它不會因空氣中的硫化氫而變黑（受紫外線照射將加速反應），並且具有更明亮的顏色，尤其是檸檬黃，由於產生該顏色所需的硫酸鉛百分比較高，它是最透明、無光澤且最快變黑的。它也被用來作為汽車烤漆，但由於成本較高，仍不普遍[76]。
- 作為製造丙烯酸纖維時的催化劑。
- 將 CO2 轉化為 CO 的電催化劑（英语：Electrocatalyst）[77]。
- 潤滑油的成分。

## 毒理學與生態毒理學
科學文獻指出，與其他重金屬（鉛、砷、銻等）相比，鉍化合物對人體的毒性較小，可能是因為鉍鹽在水中的溶解度相對較低、造成其中的鉍離子較難以被人體吸收所致。研究指出，鉍滯留於全身的生物半衰期為5天，但它會在接受鉍藥物治療的人的腎臟中積存多年。
鉍可能會引發中毒，在近年來越來越普遍。與鉛中毒一樣，鉍中毒會導致在牙齦上形成黑色沉澱物，稱為鉍線。鉍中毒或許可用二巯基丙醇治療，其療效目前尚不明確。
鉍對環境的影響尚不清楚，它可能比其他的重金屬更不容易產生生物積累，而這是一個目前正在積極研究的領域。

## 生物修復
硬柄小皮伞（Marasmius oreades）可以用來修復被鉍汙染的土壤。

## 延伸閱讀
- Greenwood, N. N. & Earnshaw, A.  2nd. Oxford: Butterworth-Heinemann. 1997. ISBN 978-0-7506-3365-9.
- Krüger, Joachim; Winkler, Peter; Lüderitz, Eberhard; Lück, Manfred; Wolf, Hans Uwe. . . Wiley-VCH, Weinheim. 2003: 171–189. ISBN 978-3527306732. doi:10.1002/14356007.a04_171.
- Suzuki, Hitomi. . Elsevier. 2001: 1–20  [2022-03-28]. ISBN 978-0-444-20528-5. （原始内容存档于2022-05-11）.
- Wiberg, Egon; Holleman, A. F.; Wiberg, Nils. . Academic Press. 2001. ISBN 978-0-12-352651-9.

## 外部連結
- 元素铋在洛斯阿拉莫斯国家实验室的介紹（英文）
- —— 铋（英文）
- 元素铋在The Periodic Table of Videos（諾丁漢大學）的介紹（英文）
- 元素铋在Peter van der Krogt elements site的介紹（英文）
- WebElements.com – 铋（英文）